# شهیدآباد (آوج)
شهیدآباد، روستایی از توابع بخش مرکزی شهرستان آوج در استان قزوین ایران است.
این روستا باقی مانده روستای باستانی کمبت و چند روستای دیگر میباشد و اهالی آن از مناطق دیگر به آنجا کوچ کرده اند. برای همین تعداد نام خانوادگی متفاوت در این روستا بسیار زیاد است .

### اختلافات سرزمینی با دولت مرکزی
این روستا به دلیل قرار گیری در منطقه کوهستانی بر سر زمین های خود با اداره منابع طبعی و بنیاد مسکن و... در گیر است و اهالی آن ادعا مالکیت بر تمام کوه سفید ( آق داغ) وهمچنین کوه سیاه ( قارا داغ) و تمام زمین های بین این دوکوه را دارند . بر خلاف تمام شهر ها و روستاهای کشور وقوانین ملکی این روستا شش دانگ نیست و هشت دانگ دارد . به همراه تعدادی مرتع که مستل هستند ولی مانند دانگ ها زمین های روستا بین این مرتع ها تقسیم نمی شود یعنی آنها صرفا مالک آن چشمه یا قسمت رود وزمین کشاورزی اطراف آن هستند و از زمین دیم  یا ساختمان و.. هیچ سهمی نمی برند .
عمده اخلاف از زمانی شروع شد که دولت شاهنشاهی تصمیم به واگذاری زمین به کشاورزان را گرفت و به روستاییان بنجاق یا سند مشتمل بر رهن داد تا پس از پرداخت اقساط آن مالک زمین شوند. در همین حین دولت سایر زمین هایی که کشاورزی نمی شد را به منابع طبیعی بدون هیچ قیمتی و رایگان واگذار کرد . این مسئله و روشن نبودن آن برای کشاورزان گران تمام شد. به طوری که امروزه اکثر زمین های این روستا منابع طبیعی بوده و اراضی ملی شناخته میشوند. و برای همین چرا بردن گوسفند در کوه سفید و سیاه هم غیر قانونی شده . و این مسئله یک معظل جدی است .
همچین اداره صنعت معدن تجارت اقدام به اجاره دادن معدن این روستا در کوه سفید شد که باعث درگیری و تمجع اهالی این روستا در معدن بیرون کردن معدنچیان شد که با دخالت نیرو های پلیس قضیه خاتمه یافت و معدن چیان معدن را رها کردند .

#### فرهنگ و زبان
فرهنگ و زبان این روستا ترکی است و از فرهنگ مردمان قاراقن یا خرقان پیروی میکنند . شیعه مذهب بوده و عمدتا کشاورز و دام پرورند .
این روستا به دلیل آبادانی و وجود باغ های میوه سیب هلو  و ... از شهرت آبادانی در میان روستا های قاراقان معروف است و هر ساله جشن واره سیب گلا در آن برگزار میشود.

## جمعیت
این روستا در دهستان شهیدآباد قرار دارد و براساس سرشماری مرکز آمار ایران در سال ۱۳۸۵، جمعیت آن ۱٬۴۶۶ نفر (۳۸۵خانوار) بوده‌است.